# Geodena aurea
Geodena aurea es una especie de polilla de la familia Geometridae, descrita por primera vez por Robert Herbert Carcasson en 1965, con distribución endémica en Uganda.